# Centraleuropæisk tid
 Der er for få eller ingen kildehenvisninger i denne artikel, hvilket er et problem. Du kan hjælpe ved at angive troværdige kilder til de påstande, som fremføres i artiklen.

| blå     | Vesteuropæisk tid (UTC+0) Vesteuropæisk sommertid (UTC+1)       |
| lyseblå | Vesteuropæisk tid (UTC+0)                                       |
| rød     | Centraleuropæisk tid (UTC+1) Centraleuropæisk sommertid (UTC+2) |
| kaki    | Østeuropæisk tid (UTC+2) Østeuropæisk sommertid (UTC+3)         |
| gul     | Østeuropæisk tid, Kaliningradtid, (UTC+2)                       |
| grøn    | Moskva-tid (UTC+3)                                              |

Centraleuropæisk tid (CET) er en zonetid, der er synonym med tidszonen UTC+1. Den er i de fleste praktiske situationer lig med GMT+1. Centraleuropæisk sommertid (CEST) svarer til UTC+2. Danmark benytter som de fleste andre europæiske lande CET som normaltid og CEST som sommertid.
Centraleuropæisk tid var tidligere også kendt som mellemeuropæisk tid (MET).
Danmark tilsluttede sig det internationale zonetidssystem med virkning fra 1. januar 1894. Danmark er ikke med i koordineret universaltid og har sin egen tid: Dansk tid også kaldet Gudhjemtid, da meridianen 15° øst, som astronomisk set er netop én time fra UTC, går omkring 2 km øst for Gudhjem. 

## Brug af centraleuropæisk sommertid
Disse lande bruger CET hele året:
- Algeriet
- Angola
- Benin
- Cameroun
- Centralafrikanske Republik
- Tchad
- Demokratiske Republik Congo (vestlige del)
- Republikken Congo
- Ækvatorialguinea
- Gabon
- Niger
- Nigeria

Landene og territorierne nedenfor bruger CET om vinteren og CEST om sommeren:
- Albanien, siden 1914
- Andorra, siden 1946
- Østrig, siden 1893
- Belgien, mellem 1914 – 1919 og siden 1940
- Bosnien-Hercegovina, siden 1884
- Kroatien, siden 1884
- Tjekkiet, siden 1891
- Danmark, siden 1894 (bortset fra Færøerne og Grønland)
- Frankrig siden 1940
- Tyskland, siden 1893
- Gibraltar, siden 1957
- Ungarn, siden 1980
- Italien, siden 1893
- Liechtenstein, siden 1894
- Luxembourg, mellem 1904 – 1918 og siden 1940
- Makedonien, siden 1884
- Malta, siden 1893
- Monaco, siden 1945
- Montenegro, siden 1884
- Nederland, siden 1940 (bortset fra Aruba og Nederlandske Antiller)
- Norge, siden 1895
- Polen, mellem 1915 – 1919 og siden 1922
- San Marino
- Serbien, siden 1884
- Slovakiet, siden 1890
- Slovenien, siden 1884
- Spanien, siden 1946 (bortset fra De Kanariske Øer)
- Sverige, siden 1900
- Schweiz, siden 1894
- Tunesien
- Vatikanet